# Antropomorfizacja
Antropomorfizacja (gr. άνθρωπος anthrōpos – „człowiek”, μορφή morphē – „kształt, forma”) lub uczłowieczenie – zabieg językowy polegający na nadawaniu niebędącym ludźmi przedmiotom, pojęciom, zjawiskom, zwierzętom itp. cech ludzkich i ludzkich motywów postępowania. Konkretne zastosowanie antropomorfizacji nazywa się antropomorfizmem.
Antropomorfizacja często odnosi się do wyobrażenia bogów czy duchów na obraz i podobieństwo człowieka. Antropomorfizacja może być świadomym zabiegiem literackim tak jak w mitologii greckiej lub przykładem zaburzeń myślenia. Występuje też w trakcie normalnego rozwoju dziecka. W popkulturze (komiksie, filmie, filmie animowanym) antropomorfizm jest często wykorzystywany, by uwypuklić określone cechy charakteru postaci, kojarzące się z cechami charakteru zwierzęcia, którego pewne fizyczne cechy otrzymuje postać.
Antropomorfizacja w odniesieniu do przedmiotów, pojęć abstrakcyjnych, zjawisk itp. jest przypadkiem szczególnym animizacji (ożywienia). Jest formą personifikacji (uosobienia) w przypadku przypisywania ludzkich cech przedmiotom nieożywionym. Granica między antropomorfizacją a personifikacją (uczłowieczeniem a uosobieniem) jest nieostra, oba te pojęcia bywają także uznawane za synonimy. Mitologia egipska zawiera szereg przykładów antropozoomorfizmu – wizerunki bogów stanowią połączenie postaci ludzkiej i zwierzęcej.

## Przykłady
Poniższe frazy są antropomorfizacjami odpowiednio kota i kamienia:
- „kot spojrzał na mnie z wyrzutem”,
- „wieczorem oziębiło się, ale kamień był przyjaźnie nagrzany”.

W pierwszym przypadku można dopatrywać się również uosobienia kota, jako że do robienia wyrzutów zdolne są osoby; podobnie można argumentować przyjazność nagrzania w drugiej frazie. Istotnym jest przede wszystkim to, że kot dalej pozostaje kotem, a kamień – kamieniem.

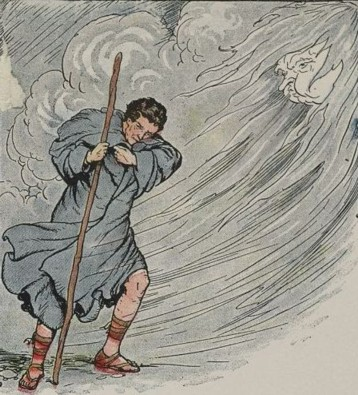
Wiatr na ilustracji z bajki Wiatr Północny i Słońce
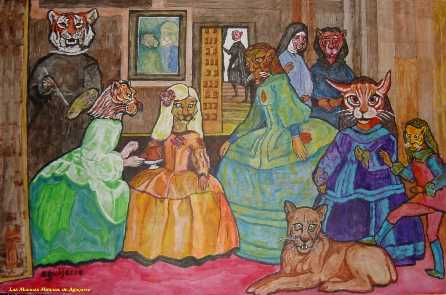
Obraz Panny dworskie w wersji z kotami
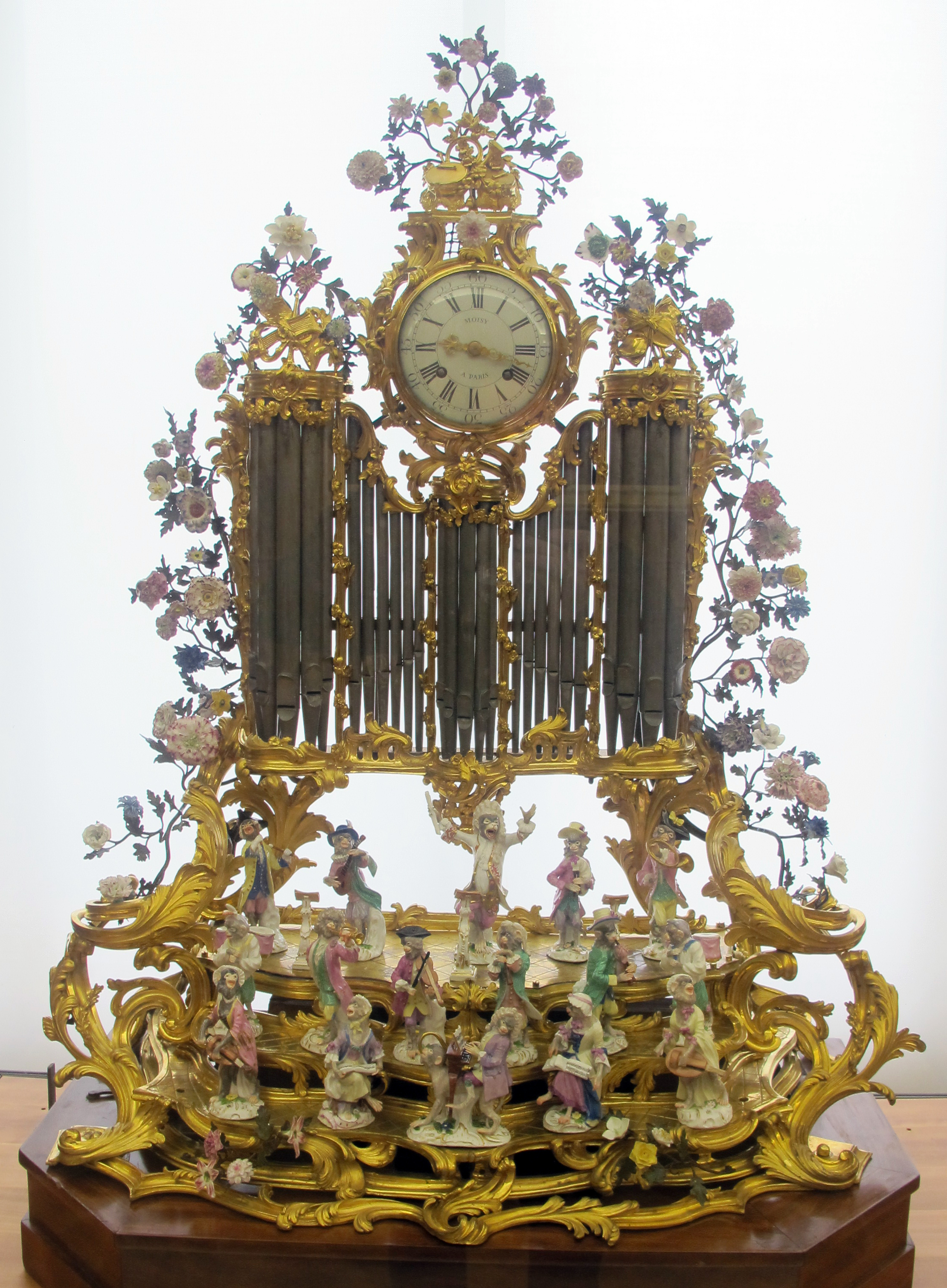
Figurki porcelanowe Małpia orkiestra
Egipski bóg Anubis
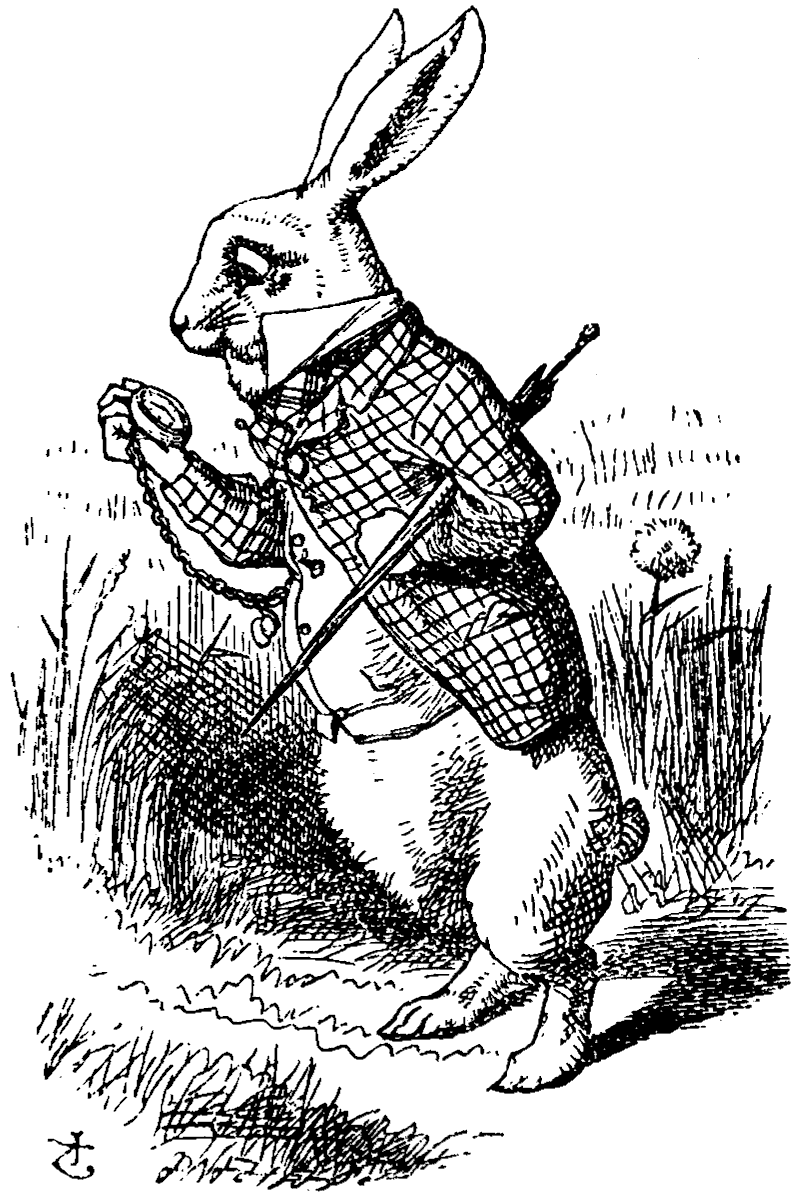
Biały Królik z książki Alicja w Krainie Czarów
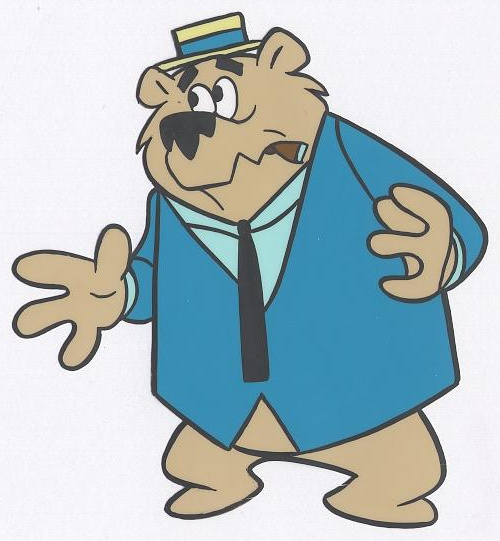
Antropomorficzny niedźwiedź z amerykańskiej kreskówki Calvin i pułkownik